# Harry B. Coffee

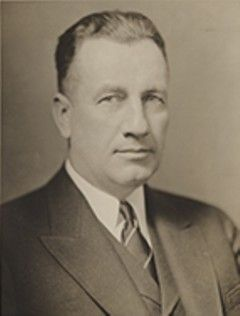
Harry B. Coffee (um 1936)

Harry Buffington Coffee (* 16. März 1890 bei Harrison, Sioux County, Nebraska; † 3. Oktober 1972 in Omaha, Nebraska) war ein US-amerikanischer Politiker. Zwischen 1935 und 1943 vertrat er als letzter Abgeordneter den fünften Wahlbezirk des Bundesstaates Nebraska im US-Repräsentantenhaus.

## Werdegang
Harry Coffee besuchte die öffentlichen Schulen in Chadron und danach bis 1913 die University of Nebraska in Lincoln. Zwischen 1914 und 1939 arbeitete er in Chadron im Immobilien- und Versicherungsgeschäft. Während des Ersten Weltkriegs war er Oberleutnant in der Fliegerstaffel der US-Armee. Im Jahr 1915 gründete er die Firma Coffey Cattle Co. Dieses Unternehmen, das sich mit der Viehzucht und dem Viehhandel befasste, betrieb er neben seinen anderen Geschäften.
Politisch wurde Coffee Mitglied der Demokratischen Partei. 1934 wurde er in das US-Repräsentantenhaus gewählt, wo er am 3. Januar 1935 Terry Carpenter ablöste. Nachdem er bei den folgenden drei Wahlen in seinem Amt bestätigt wurde, konnte er sein Mandat im Kongress bis zum 3. Januar 1943 ausüben. Nach einer Volkszählung wurde der fünfte Wahlbezirk in Nebraska 1942 abgeschafft. Aus diesem Grund strebte Coffee bei den Wahlen des Jahres 1942 nach einer Nominierung durch seine Partei für den Senat der Vereinigten Staaten. Er konnte sich in den Vorwahlen aber nicht gegen Foster May durchsetzen, der wiederum die Hauptwahl gegen den Republikaner Kenneth S. Wherry verlor.
Nach dem Ende seiner politischen Laufbahn war Harry Coffee Leiter eines Viehhofs und einer Gütereisenbahngesellschaft. Im Jahr 1961 wurde er deren Vorstandsvorsitzender.